# Lisanne de Witte
Lisanne de Witte (Vlaardingen, 10 september 1992) is een Nederlandse atlete, die is gespecialiseerd in de 400 en 800 m. Op het laatste onderdeel veroverde zij in 2015 haar eerste nationale titel. Een jaar later werd zij op de 4 × 400 m estafette tevens een van de Nederlandse recordhoudsters. In 2018 slaagde zij er bovendien als eerste Nederlandse in om op de 400 m een tijd binnen de 51 seconden te realiseren; met 50,96 s werd zij op 1 juli 2018 op dit onderdeel nationaal recordhoudster. Datzelfde jaar scherpte zij haar record op de Europese kampioenschappen van 2018 verder aan tot 50,77.
In 2021 veroverde zij als lid van het Nederlandse estafetteteam de Europese indoortitel op de 4 × 400 m tijdens de EK indoor in Toruń in de nationale recordtijd van 3.27,15. Een jaar later maakte zij ook deel uit van het Nederlandse team op de 4 × 400 m dat op de EK in München de titel veroverde in de nationale recordtijd van 3.20,87. De status van mederecordhoudster op dit onderdeel werd haar pas in 2023 ontnomen door het team dat op de wereldkampioenschappen in Boedapest in recordtijd de wereldtitel veroverde. Van dit team had zij alleen in de series deel uitgemaakt. Een volgend hoogtepunt in haar carrière vormden de wereldindoorkampioenschappen van 2024 in Glasgow, waar zij samen met Femke Bol, Lieke Klaver en Cathelijn Peeters op de 4 × 400 m de titel veroverde in 3.25,07, een Nederlands indoorrecord.
De Witte nam driemaal deel aan de Olympische Spelen. Ook bij die gelegenheden was zij lid van diverse Nederlandse estafetteteams, met als beste resultaten op de Spelen van Tokio een vierde plaats op de 4 × 400 m gemengd in een nationale recordtijd en op de Spelen van Parijs een zilveren medaille op de 4 × 400 m voor vrouwen, eveneens in een nationale recordtijd.

## Loopbaan

### Successen als junior
Reeds in haar juniortijd bleek de bijzondere aanleg van De Witte voor de 400 m. Bij de B-meisjes eindigde zij op de nationale kampioenschappen al in 2008 bij de eerste drie op dit onderdeel en vanaf 2009 verzamelde zij in de verschillende leeftijdscategorieën vrijwel uitsluitend gouden NK-medailles. Slechts één keer, in 2011, haar laatste jaar bij de junioren, moest zij op haar favoriete onderdeel genoegen nemen met het zilver.

### Eerste internationale ervaringen
Het Europees Olympisch Jeugdfestival van 2009 in het Finse Tampere was het eerste internationale toernooi waar De Witte, zestien jaar oud, aan deelnam. Ze kwam er niet verder dan de eerste ronde in 57,43 s. Twee jaar later maakte zij deel uit van het nationale team op de 4 × 400 m tijdens de Europese kampioenschappen voor U20-junioren in Tallinn, Estland. Samen met Marije Wever, Anna Voskamp en Madiea Ghafoor werd zij daar vierde in 3.37,44, een Nederlands U20-record. De week erna veroverde zij op de Nederlandse kampioenschappen in Amsterdam haar eerste individuele seniorenmedaille op de 400 m: brons.
Vanaf 2012 legde zij in eigen land op NK's en andere belangrijke wedstrijden een forse verzameling zilveren en bronzen medailles aan. Op het EK U23 in Tampere in 2013 kwam zij in de finale van de 400 m echter niet verder dan een achtste plaats in 53,97.

### Tegenslag
Tijdens de WK indoor van 2014 drong De Witte op de 400 m door tot de halve finale. In de serie had ze een persoonlijk record van 52,61 gelopen, maar in haar halve finale werd zij gediskwalificeerd na een protest van het Amerikaanse team, dat claimde dat ze Joanna Atkins ten val had gebracht.

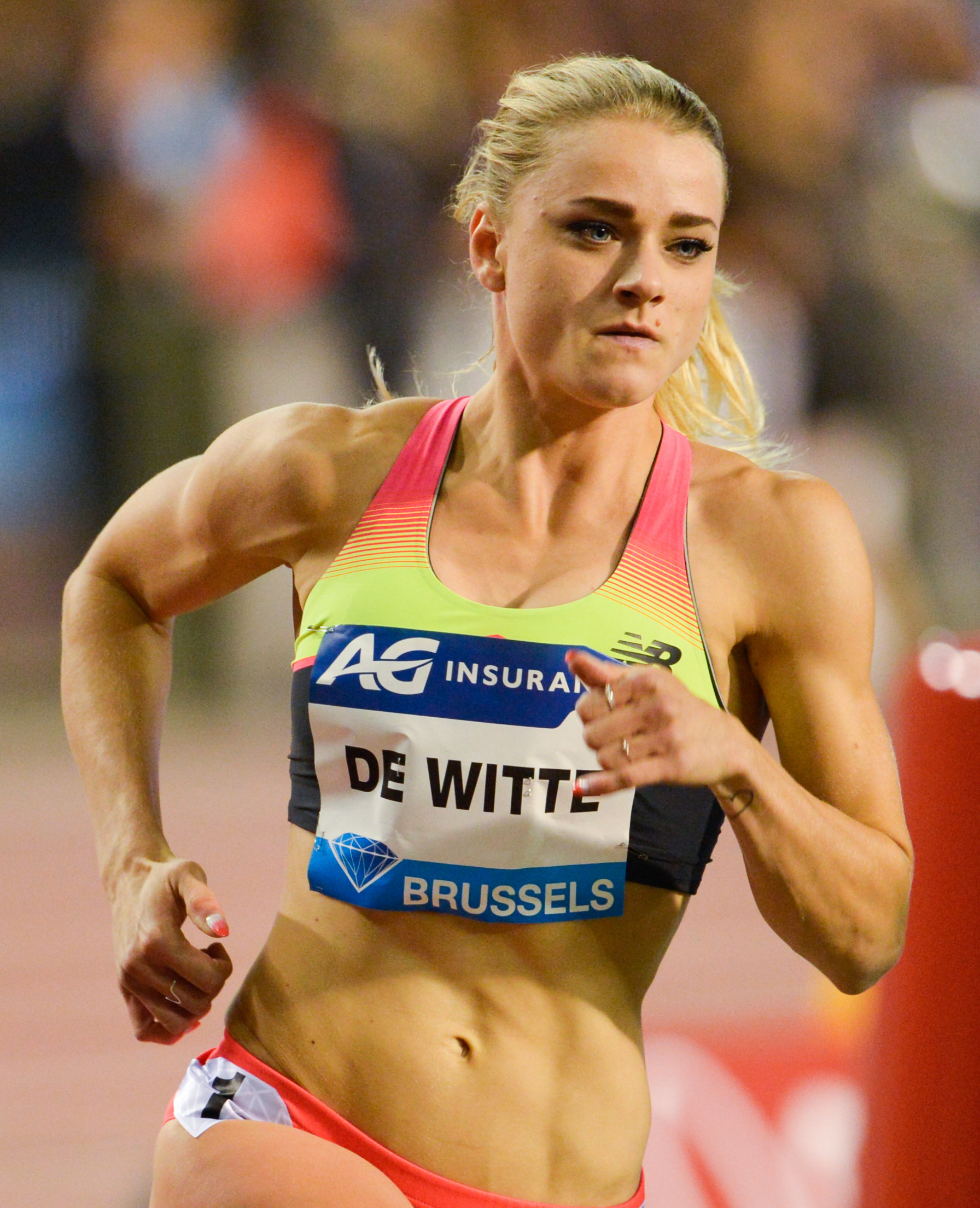
Lisanne de Witte in actie tijdens de Memorial Van Damme in 2015.

Het was het begin van nog meer tegenslag dat jaar. In april liep zij namelijk tijdens een bostraining een scheurtje van een paar centimeter op in een van haar hamstrings. Toen zich dat vier weken later verder ontwikkelde tot een scheur van acht centimeter, betekende dat voor De Witte dat zij de eerste twee maanden helemaal niets meer mocht doen, om daarna de draad weer heel voorzichtig op te pakken. Als gevolg hiervan werden er dat jaar geen wedstrijden meer gelopen.

### Eerste NK-titel op de ... 800 m
In de daaropvolgende winter begon De Witte de draad langzaam weer op te pakken, onder meer middels een trainingsstage in Mexico. Begin februari 2015 testte zij in Gent haar wedstrijdconditie door deel te nemen aan een indoorwedstrijd over 800 meter, die zij beëindigde in 2.13,01. Het bleef dat jaar bij dit enige indooroptreden. Pas na een trainingskamp in Portugal in april kreeg zij het gevoel dat weer langzaam haar oude vorm begon terug te keren, waarna zij in mei bij de FBK Games haar rentree maakte op een 400 m-wedstrijd van niveau. In 53,28 eindigde zij hierin als zesde. Enkele weken later volgde een overwinning op de 400 m in 53,50 tijdens de Gouden Spike in Leiden. Inmiddels had De Witte weer zoveel zelfvertrouwen opgebouwd, dat zij het aandurfde om anderhalve maand later op de NK in Amsterdam zowel op de 400 als de 800 m uit te komen. Dat resulteerde in een gouden en zilveren medaille, waarbij het opvallende feit zich voordeed dat de Noord-Hollandse, die zich toch vooral een 400 meterloopster waant, op de 800 m haar eerste nationale seniorentitel veroverde in de goede tijd van 2.05,89. Op de 400 m kwam zij tot 52,75. Ze beëindigde haar outdoorseizoen dat jaar tijdens de Memorial Van Damme in Brussel op de 400 m met haar beste jaarprestatie op dit onderdeel van 52,53, tevens haar beste prestatie ooit.

### Records op EK en OS 2016

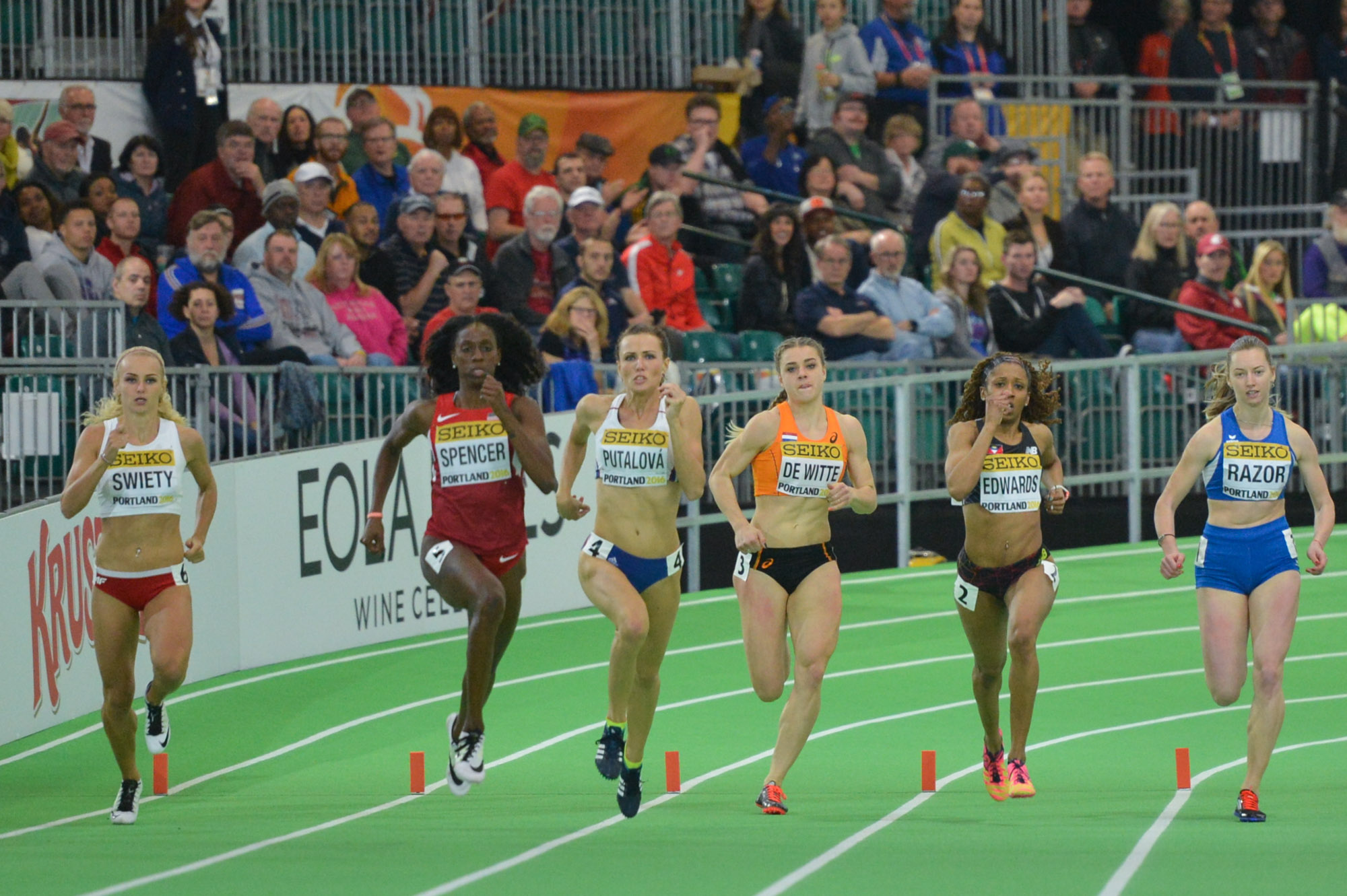
Lisanne de Witte (derde van rechts) in actie tijdens de WK indoor 2016 in Portland.

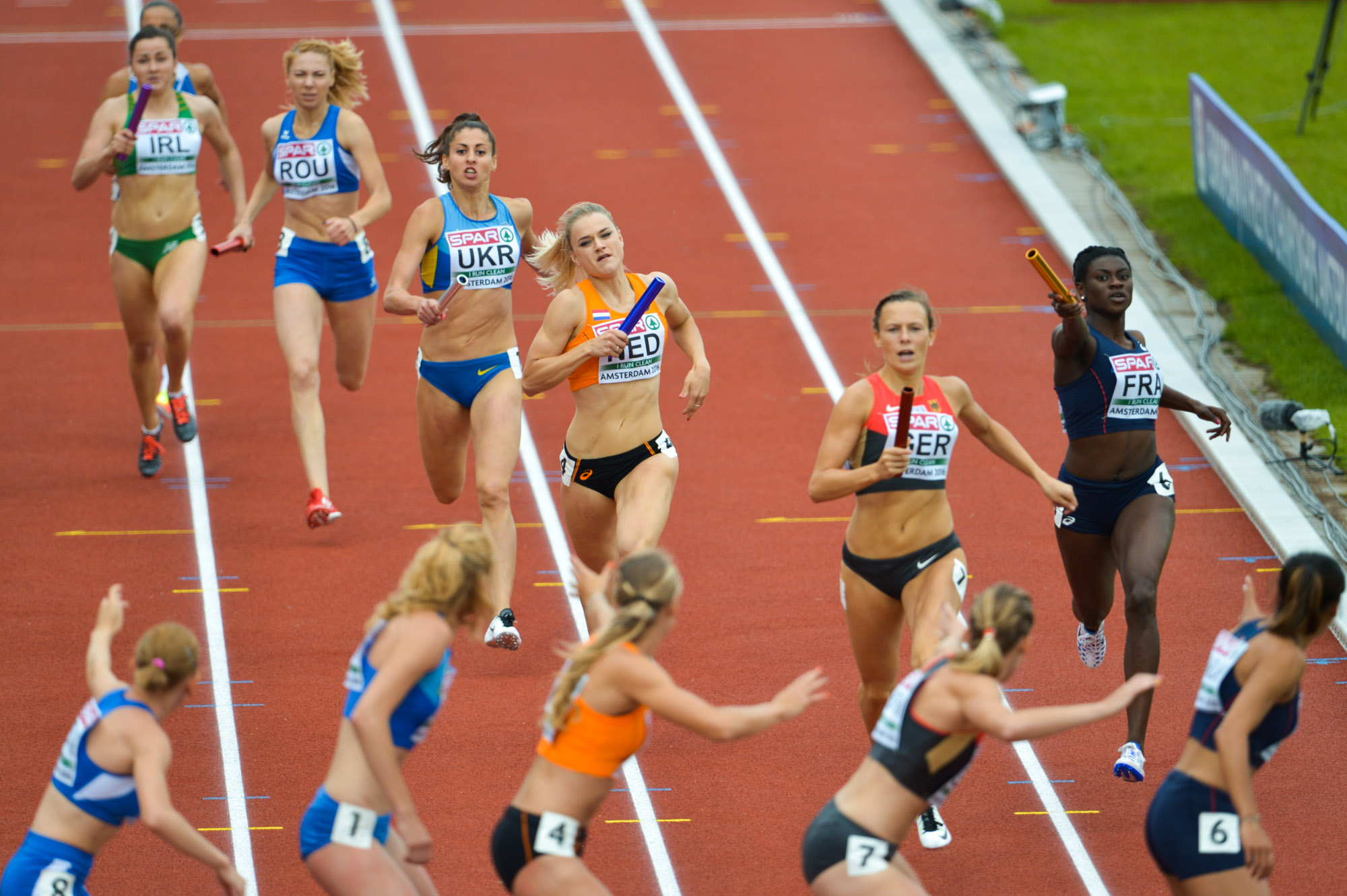
Lisanne de Witte (midden) in actie op de 4 × 400 m tijdens de EK 2016 in Amsterdam, op het punt om het stokje over te geven aan Eva Hovenkamp.

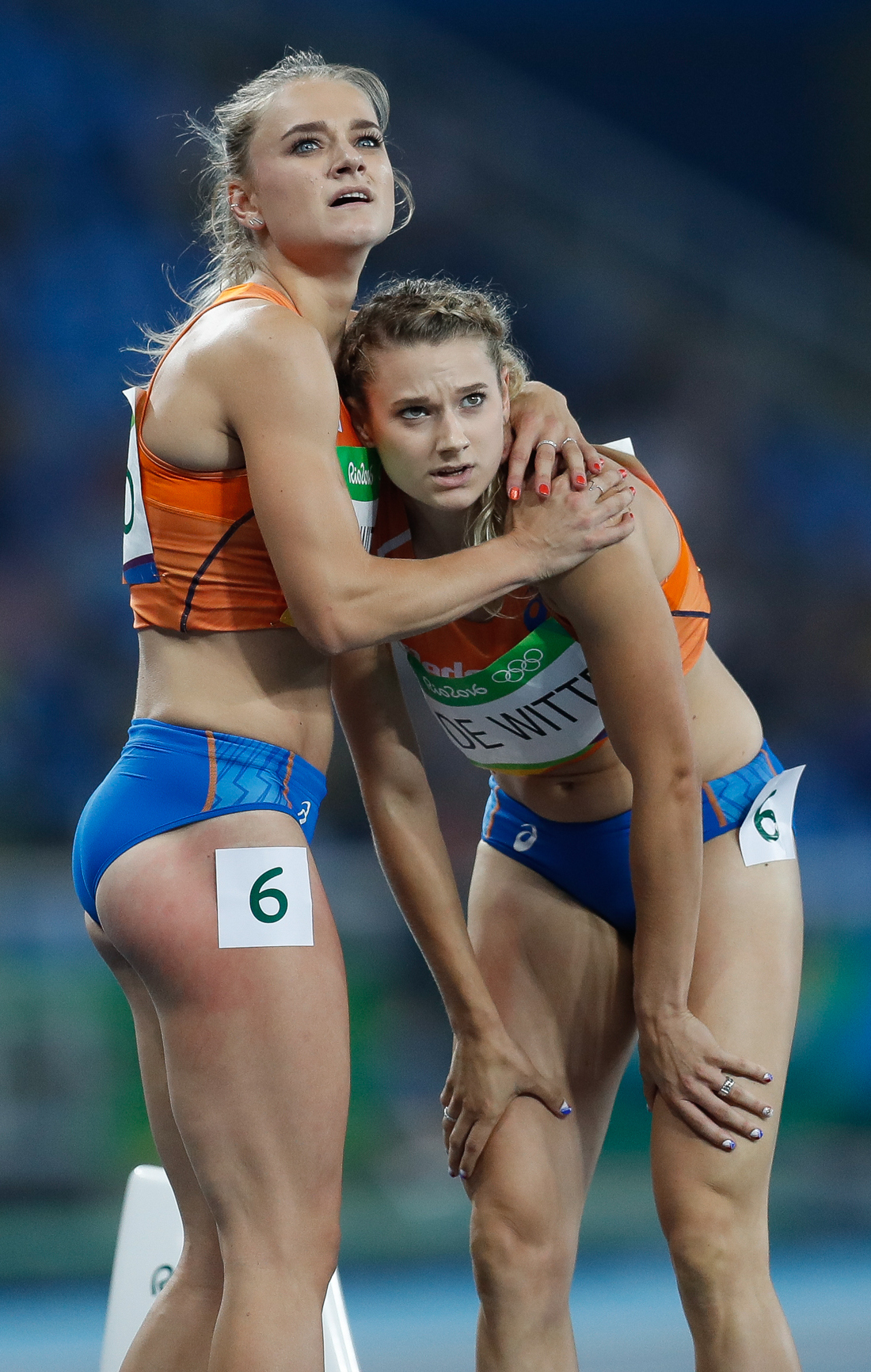
Lisanne en haar zus Laura de Witte tijdens de Olympische Spelen in Rio de Janeiro.

2016 was een belangrijk jaar voor De Witte. Ze droomde van deelname aan de Olympische Spelen in Rio de Janeiro, al besefte zij dat ze nog een lange weg had te gaan om op de 400 m de kwalificatielimiet van 51,50 te lopen, ruim een seconde onder haar PR. Dan moest in een race wel alles kloppen, realiseerde zij zich. Er lagen echter ook kansen voor deelname aan de Spelen op de 4 × 400 m estafette. Eerst moest er echter nu maar eens een Nederlandse titel op de 400 m worden veroverd, te beginnen op de NK indoor in Apeldoorn, vond ze.
Ze begon goed. Bij een internationale wedstrijd in Glasgow op 20 februari kwam zij tot een tijd van 52,49, waarmee zij zich kwalificeerde voor deelname aan de WK indoor in Portland. Een week later volgde inderdaad die eerste nationale indoortitel in 53,12, met haar jongere zus Laura als tweede in 53,47. Samen met haar zus in één 4 × 400 meterploeg op de naderende EK in Amsterdam, 'dat zou echt top zijn', mijmerde ze. Eerst was er in maart echter de WK indoor in Portland, waar zij vast van plan was om de – in haar ogen – onterechte diskwalificatie van twee jaar eerder recht te zetten. Ook in Portland haalde zij de halve finale, maar daarin ging het opnieuw mis. Ditmaal moest ze, nadat zij na de start achterin het veld was terecht gekomen, te veel meters buitenom lopen om naar voren te komen. "Die extra meters braken mij op. Dat is gewoon dom van me."
Aan het begin van het outdoorseizoen liep De Witte verschillende wedstrijden in binnen- en buitenland, waarbij zij op de 400 m steeds in de 52 seconden eindigde. De snelste van deze serie liep zij in 52,14 tijdens een Diamond League-wedstrijd in Birmingham. Het was nog niet de 51,50 die zij voor de Spelen in het achterhoofd had, maar het kwam in de buurt. Bij de NK in Amsterdam halverwege juni veroverde zij daarna ook in de buitenlucht haar eerste nationale titel en opnieuw stond zij samen met zus Laura op het erepodium, want die was ook hier als tweede geëindigd.
Een kleine maand later vonden in Amsterdam de Europese kampioenschappen plaats, waar De Witte uitkwam op de 400 m en de 4 × 400 m estafette. Op het individuele onderdeel eindigde zij in haar halve finale als derde en kwam zij met haar tijd van 52,37 driehonderdste seconden te kort om zich te kwalificeren voor de finale. Op het estafetteonderdeel haalde zij, samen met haar teamgenotes Nicky van Leuveren, zus Laura en Eva Hovenkamp de finale wel. De tijd van het Nederlandse team, 3.29,18, betekende zelfs een nationaal record. In de finale liep dezelfde ploeg in 3.29,23 nauwelijks langzamer en eindigde als zevende. Belangrijker was dat het team zich kwalificeerde voor de Olympische Spelen in Rio de Janeiro. Ook al was het niet op de 400 m, maar op de estafette, in zekere zin was de droom van Lisanne de Witte wel degelijk uitgekomen en dat haar zuster Laura ook meeging, maakte het des te meer bijzonder. In de Braziliaanse stad werden Madiea Ghafoor, Lisanne de Witte, Nicky van Leuveren en Laura de Witte in hun serie weliswaar uitgeschakeld voor de finale, maar hun eindtijd van 3.26,98 betekende een ruime verbetering van het in Amsterdam gevestigde nationale record.

### Succesvol seizoen strandt in Londen
In 2017 nam De Witte tijdens het indoorseizoen deel aan de EK indoor, waar zij doordrong tot de halve finale. Tijdens het baanseizoen groeide zij op weg naar de wereldkampioenschappen in Londen naar haar topvorm toe en bij de FBK Games in Hengelo dook zij op de 400 m voor het eerst in haar loopbaan onder de 52 seconden: met 51,93 kwalificeerde zij zich voor de WK. Dat dit geen uitschieter was bewees zij vervolgens op de NK, waar zij in 52,12 haar tweede nationale titel veroverde. Om vervolgens op de EK voor landenteams in Rijsel haar PR verder aan te scherpen tot 51,71.
Haar deelname aan de WK eindigde echter in een deceptie. Want na eerst op de individuele 400 m met haar tijd van 52,48 haar serie al niet te hebben overleefd, ging het vervolgens op de 4 × 400 m estafette mis bij de eerste wissel tussen Ghafoor en De Witte. Eerstgenoemde liet bij het wisselen het estafettestokje namelijk vallen en toen De Witte dat daarna opraapte en de race vervolgde, ook al finishte het team door dit incident als laatste, werden de Nederlandse loopsters ook nog eens gediskwalificeerd. Volgens de regels had Ghafoor het stokje namelijk eerst zelf moeten oprapen en het daarna aan De Witte moeten doorgeven. Zo eindigde een veelbelovend seizoen in een deceptie.

### Hoogtepunt in 2018

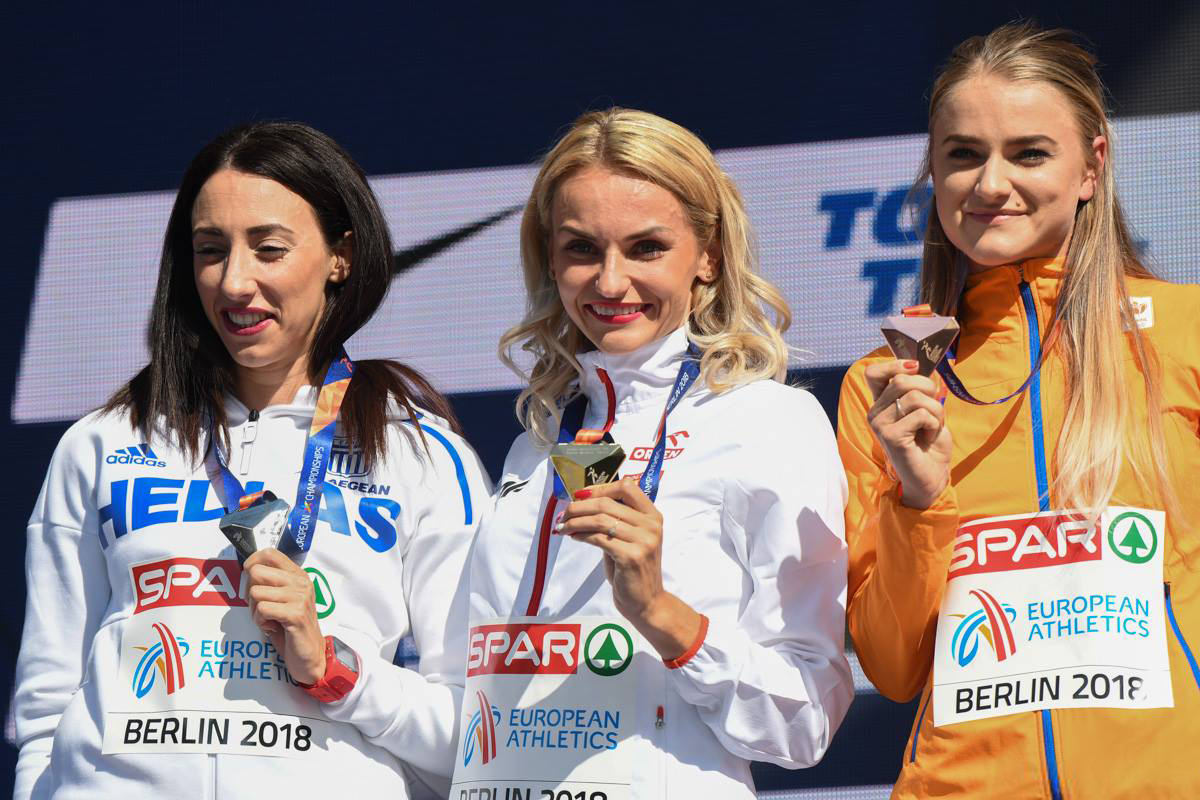
De eerste drie van de EK van 2018: vlnr. María Belibasáki (zilver), Justyna Święty-Ersetic (goud) en Lisanne de Witte (brons).

De Witte toonde in 2018 al vrij vroeg aan, dat zij haar goede vorm van het jaar ervoor had weten te behouden. Bij de FBK Games begin juni liet zij op de 400 m met 51,84 opnieuw een tijd binnen de 52 seconden voor zich noteren, waarmee zij zich ruimschoots kwalificeerde voor deelname aan de EK in Berlijn. Wel werd zij daarna op de NK verrassend geklopt door Madiea Ghafoor, die dat nota bene in exact dezelfde tijd (51,84) deed als die welke eerder door De Witte was gelopen. Die werd nu tweede in 52,22. Het was blijkbaar een goede 'wake-up call', want een week later kwam zij tijdens een wedstrijd in het Zwitserse La Chaux-de-Fonds tot 50,96. Hiermee verbeterde zij het Nederlandse record van 51,35 van Ester Goossens uit 1998 en was zij tevens de eerste Nederlandse die de 51 seconden barrière doorbrak.
Op de EK in Berlijn was het nog even spannend of De Witte door de halve finale heen zou komen, want zij finishte hierin als derde en plaatste zich dus niet rechtstreeks voor de eindronde. Met haar tijd van 51,24 ging zij echter als een van de tijdsnelsten door. In die finale steeg De Witte boven zichzelf uit en eiste zij vanuit baan 2 na een felle achtervolgingsrace de bronzen medaille voor zich op in haar beste tijd ooit, 50,77, tevens een verbetering van haar eigen recente nationale record. Het was voor het eerst sinds de bronzen medaille van Tilly van der Zwaard op de EK van 1962 in Belgrado dat een Nederlandse op de 400 m een EK-medaille veroverde en een hoogtepunt in de carrière van De Witte.

### Brons op EK indoor 2019
In 2019 koos De Witte, ter voorbereiding op de begin maart te houden EK indoor in Glasgow, voor de 200 m op de NK indoor, die een week ervoor plaatsvonden. Ze werd prompt kampioene in 23,67, een tijd die ruim een halve seconde sneller was dan ze ooit eerder buiten op deze afstand had gelopen. Het miste zijn uitwerking niet, want een week later was ze in Glasgow op haar favoriete 400 m uitstekend op dreef, met een opklimmende reeks tijden van 52,56 in haar serie, een PR van 52,38 in de halve finale, gevolgd door opnieuw een PR-prestatie van 52,34. Die was goed voor een bronzen medaille achter de Zwitserse Léa Sprunger (goud in 51,61) en de Belgische Cynthia Bolingo Mbongo (zilver in 51,62). Het was de beste prestatie ooit van een Nederlandse op de 400 m op een EK indoor.
Aan het begin van het buitenseizoen maakte De Witte deel uit van het team op de 4 × 400 m estafette bij de World Athletics Relays in het Japanse Yokohama. Daar won het Nederlandse viertal, bestaande uit Madiea Ghafoor, Lieke Klaver, Femke Bol en Lisanne de Witte, verrassend de B-finale. Hiermee kwalificeerde het team zich voor de WK in Doha, later dat jaar. De Witte had inmiddels op de 400 m voldoende indruk gemaakt om nu ook voor de Diamond League-wedstrijden in aanmerking te komen. Een week na Yokohama debuteerde zij in deze serie in de Shanghai Golden Grand Prix, waar zij met een zesde plaats in 51,80 een goede indruk achterliet. Begin juni volgde een tweede optreden op het Golden Gala met een zevende plaats in 52,17. In juli veroverde zij op de NK in Den Haag vervolgens in 52,29 haar derde nationale titel op dit onderdeel, waarna zij in augustus bij de Weltklasse Zürich derde werd in 51,30, haar beste jaarprestatie. 

### Finaleplaats op WK 2019
Op de WK in Doha nam De Witte deel aan de 400 m en de 4 x 400 m estafette. Op het individuele onderdeel ging het er al in de series erg hard aan toe, want ondanks het feit dat De Witte met 51,31 slechts een honderdste seconde boven haar beste jaarprestatie bleef, werd zij vierde in haar serie en wist zij 'slechts' als beste verliezer op basis van haar tijd door te dringen tot de halve finale. Daarin eindigde zij met 52,41 als vijfde en was zij uitgeschakeld voor de finale. Op de 4 × 400 m estafette haalde zij met haar teamgenotes de finale echter wel. Het Nederlandse viertal, naast De Witte bestaande uit Lieke Klaver, Bianca Baak en Femke Bol, had zich in de serie, ondanks een vierde plaats, met 3.27,40 voor die finale geplaatst. Dezelfde formatie eindigde hierin als zevende in 3.27,48. Hierbij dient te worden opgemerkt, dat het pas de tweede keer in de Nederlandse atletiekhistorie was dat een vrouwenteam op een groot internationaal toernooi op dit estafetteonderdeel de finale had bereikt. De eerste keer gebeurde dit op de EK van 2016 in Amsterdam en ook daar maakte De Witte toen deel uit van het nationale viertal.

### 2020: weinig prestaties vanwege corona
In 2020 ging De Witte goed van start door begin februari in het Poolse Toruń tijdens een indoorwedstrijd op de 400 m 51,90 voor zich te laten optekenen, een indoor-PR. Op de NK indoor koos zij vervolgens voor de 200 m, waarop zij in 23,86 haar nationale indoortitel uit 2019 prolongeerde. Daarna raakte de wereld in de greep van de coronapandemie en viel er het hele verdere jaar op atletiekgebied nog maar weinig te beleven. De NK outdoor, die in aangepaste vorm (o.m. zonder publiek) aan het eind van het baanseizoen in Utrecht plaatsvonden, liet zij aan zich voorbijgaan.

### 2021: goud op EK indoor en record op OS
Voorafgaand aan de NK indoor op 20 en 21 februari – overigens nog zonder publiek als gevolg van de coronapandemie – werd De Witte in de aankondigingen genoemd als een van de kanshebsters voor de titel op de 400 m. Ze had immers op 6 februari een tijd van 52,82 gerealiseerd bij een indoorwedstrijd in Metz. Kort daarna liep zij echter een blessure op die haar verhinderde om aan deze kampioenschappen deel te nemen, maar was tijdig hersteld voor de EK indoor in Torún. Hiervoor had zij zich op grond van haar prestatie in Metz al gekwalificeerd. Het werd een toernooi waarop Nederland voor het eerst met zeven medailles, waarvan vier gouden, op de eerste plaats van het medailleklassement eindigde. De Witte, die op de individuele 400 m niet tot de finale was doorgedrongen, maakte vervolgens deel uit van het vrouwenteam op de 4 × 400 m estafette, dat verder bestond uit Lieke Klaver, Marit Dopheide en Femke Bol. Dit viertal veroverde een van de vier genoemde gouden medailles in de nationale recordtijd van 3.27,15. Het was tevens een kampioenschapsrecord. Voor haarzelf was dit de eerste gouden medaille in een internationaal aansprekend kampioenschapstoernooi.
De Witte is een van de weinige 400 meterspecialistes die, in de aanloop naar de  belangrijkste wedstrijden in een outdoor seizoen, graag een of twee keer deelneemt aan een langere afstand, meestal de 800 m, om haar duurvermogen op de 400 m aan te scherpen. Eén keer, in 2015, had zij die twee atletiekonderdelen op de Nederlandse kampioenschappen zelfs gecombineerd. Dit had haar toen, naast het zilver op de 400 m, op de 800 m zowaar nog een nationale titel opgeleverd ook. Deze keer koos zij de Ter Specke Bokaal in Lisse hiervoor uit; zij liep er een 800 m in 2.09,85. Het vormde de opmaat naar een zomer waarin zij eerst op de 400 m haar vierde nationale titel veroverde in een snelle 52,08, om vervolgens voor de tweede maal in haar loopbaan te worden uitgezonden naar de Olympische Spelen, ditmaal die van Tokio, die als gevolg van de coronapandemie naar 2021 waren doorgeschoven. De Witte kwam daar in actie op twee estafette-onderdelen: de 4 × 400 m estafette gemengd, dat voor het eerst aan het olympische programma was toegevoegd, en de reguliere 4 × 400 m estafette voor vrouwen. Op het eerste onderdeel nam zij alleen deel aan de series, waarin zij samen met Jochem Dobber, Lieke Klaver en Ramsey Angela tweede werd in 3.10,69. In de finale werd het Nederlandse team, bestaande uit Liemarvin Bonevacia, Lieke Klaver, Femke Bol en Ramsey Angela, vierde in de nationale recordtijd van 3.10,36. Op de 4 × 400 m voor vrouwen kwam De Witte vervolgens, net als vijf jaar eerder in Rio, weer samen met haar zus Laura in actie. Reeds in hun serie kwam het Nederlandse viertal – naast de zusjes De Witte bestaande uit Lieke Klaver en Femke Bol – tot een verbetering van het op de Spelen in 2016 gevestigde nationale record. Met hun tijd van 3.24,01 waren ze ditmaal zelfs bijna drie seconden sneller. Bovendien bereikten ze als eerste Nederlandse vrouwenteam ooit op dit estafette-onderdeel een olympische finale. Daarin ging hetzelfde team nog eens een tandje harder; ze finishten als zesde in de recordtijd van 3.23,74.

### Van hersenschudding naar EK goud in 2022
Als er in 2022 iets duidelijk werd, dan was het dat de leidende rol die De Witte tot aan het coronajaar 2020 gedurende enkele jaren op de 400 m had gespeeld, intussen was overgenomen door het aanzienlijk jongere tweetal Femke Bol en Lieke Klaver. Op de NK indoor van 2022 moest ze het met elkaar duellerende duo dan ook ruim baan verlenen en restte er voor De Witte op die afstand 'slechts' een bronzen medaille. Dat zij haar in eerdere jaren gelopen tijden niet wist te benaderen werd wellicht ook beïnvloed door het feit, dat zij al vanaf 2016 wat last ondervond van haar rechterknie, waarvan de oorzaak maar niet kon worden vastgesteld. Pas in 2022 werd een cyste in haar knie ontdekt, die was ontstaan als gevolg van een klein scheurtje in een knieband. In estafetteverband kon zij haar rol echter nog prima meespelen en dat leidde op de kort op het NK indoor volgende WK indoor in Belgrado tot een zilveren medaille, vlak achter het in 3.28,40 winnende Jamaicaanse team. Samen met Lieke Klaver, Eveline Saalberg en Femke Bol, met Lisanne de Witte als derde loopster, kwam de Nederlandse vier tot een tijd van 3.28,57, bijna anderhalve seconde boven het nationale indoorrecord van het jaar ervoor.
Een tijdens een circuittraining in Zuid-Afrika opgelopen hersenschudding zorgde daarna voor een fikse terugslag. De Witte bleef er zo lang last van ondervinden, dat zij de WK in Eugene aan zich voorbij liet gaan in de hoop, dat zij ten tijde van de EK in München voldoende zou zijn hersteld om daar in elk geval een goede race te kunnen lopen. Die opzet lukte. Op de 4 × 400 m estafette liepen Eveline Saalberg, Lieke Klaver, Lisanne de Witte en Femke Bol zelfs een geweldige race, die uitmondde in een overwinning in 3.20,87, een nationaal record. De teams van Polen en het Verenigd Koninkrijk werden respectievelijk tweede in 3.21,68 en 3.21,74. Dit viertal was, na runner-up op het WK indoor, nu ook Europees outdoorkampioen, een voor Nederland uniek resultaat.
Eind november werd Lisanne de Witte geïnstalleerd als een van de zes nieuwe leden van de atletencommissie van World Athletics. Zij was daarvoor voorgedragen door de Atletiekunie en kreeg bij de verkiezing tijdens de WK in Eugene, waar ze zelf dus niet aanwezig was, voldoende stemmen.

### Goud op WK 2023
De Witte begin het indoorseizoen van 2023 goed door zich op de NK indoor in de series 400 m met de derde snelste tijd te kwalificeren voor de finale. In die finale werd iedereen overdonderd door het geweld dat Lieke Klaver en Femke Bol ten toon spreidden. Op de hielen gezeten door Klaver kwam Bol, aangemoedigd door het enthousiaste publiek, hierin uit op de wereldrecordtijd van 49,26, waarmee zij het 42 jaar oude, onaantastbaar geachte wereldrecord van Jarmila Kratochvílová van 49,59 uit 1982, verbrak. Klaver liet als tweede 50,34 noteren, een PR-prestatie. De strijd om de overige plaatsen in de 4 x 400 m estafetteploeg voor de EK indoor in Istanbul bleef door dit spectaculaire optreden totaal onderbelicht. De Witte werd vierde, achter Cathelijn Peeters en kwam met 53,20 tot dezelfde tijd als Eveline Saalberg. Het zou er dus om spannen wie in Istanbul achter Bol, Klaver en Peeters als vierde in de estafetteploeg zou worden opgesteld. In Istanbul kwam De Witte twee weken later op de individuele 400 m tot 53,61, waarmee zij zich niet wist te kwalificeren voor de halve finale. Dat bezegelde haar lot voor wat betreft de 4 x 400 m waarin, temeer omdat er op dit onderdeel direct een finale werd gelopen, de voorkeur werd gegeven aan Eveline Saalberg. Het Nederlandse viertal behaalde vervolgens een overtuigende overwinning en prolongeerde haar titel uit 2021 in 3.25,66, een Nederlands en kampioenschapsrecord.
Voor De Witte was het nu zaak, wilde zij bij de WK in Boedapest later dat jaar in de finale van de 4 x 400 m mee kunnen strijden voor de titel, om haar plek in het basisteam te heroveren. Daartoe moest zij haar voornaamste rivale, Eveline Saalberg, zien te verslaan. Dat lukte echter niet. Reeds bij de FBK Games bleef Saalberg haar voor en vervolgens liep die, inclusief de NK in Breda, waar zij haar eerste 400 metertitel veroverde, tot Boedapest liefst zeven keer een 400 m binnen de 53 seconden, met als snelste tijd 52,06; De Witte stelde daar vier 400 meters binnen de 53 seconden tegenover, met als snelste tijd 52,62 tijdens de NK, waar zij achter Saalberg tweede werd.
De rolverdeling op de 4 x 400 m in Boedapest lag hiermee vast. In hun serie werden Saalberg, Peeters, De Witte en Bol derde in 3.23,75, waarna in de finale Saalberg, Klaver, Peeters en Bol naar de titel snelden in 3.20,72, een verbetering van het Nederlandse record dat een jaar eerder op de EK in München was gevestigd. Wel goud, maar geen aandeel in de strijd om de titel, was dus de uitkomst voor De Witte. Dat ze wel degelijk een tijd onderin de 52 seconden in de benen had, bewees zij daarna bij de Weltklasse Zürich, waar zij 52,23 voor zich liet klokken, haar beste jaarprestatie.

### Aanloop naar de Spelen van 2024

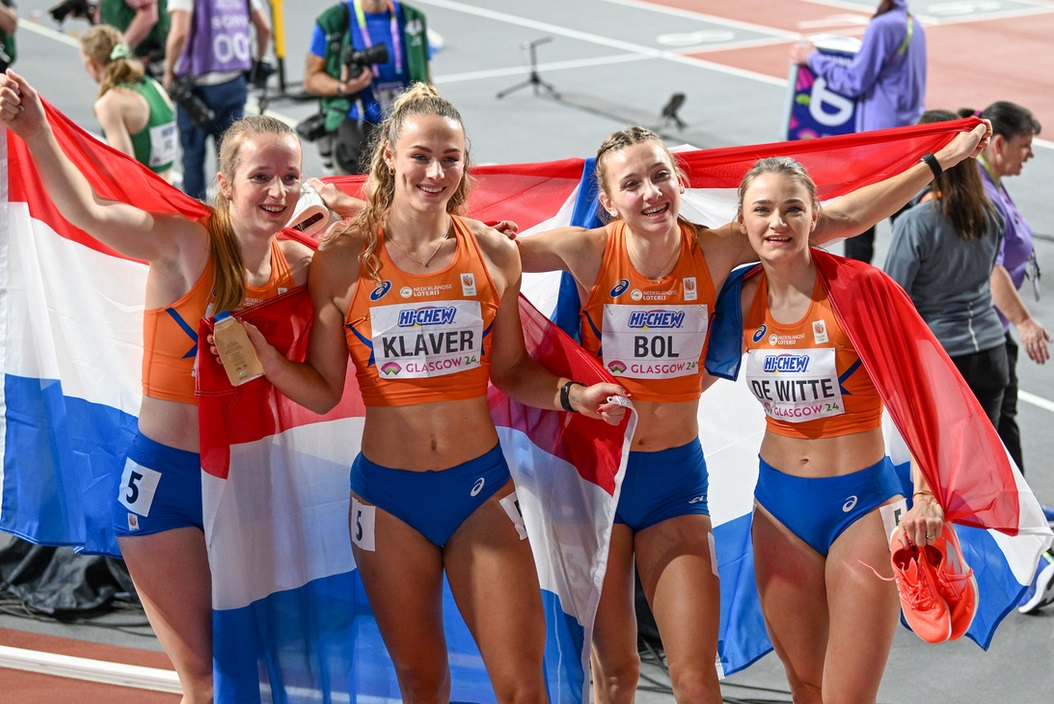
Goud in Glasgow; vlnr. Cathelijn Peeters, Lieke Klaver, Femke Bol en Lisanne de Witte

Het olympische jaar 2024 was heel belangrijk voor De Witte. Niet alleen was dit het jaar van de Olympische Spelen van Parijs, ook de WK indoor in Glasgow en de EK in Rome stonden op het programma. Er viel dus veel eer te behalen met de 4 × 400 m estafetteploeg. Bovendien was De Witte vanaf het begin bij de EK van 2016 in Amsterdam bij de successen op dit estafetteonderdeel betrokken geweest en er dus zeer op gebrand om dit jaar een olympische kroon te zetten op haar bijdrage aan de ontwikkeling ervan.
Een eerste selectie wie deel zou gaan uitmaken van het estafetteteam in Glasgow vond, net als in 2023, plaats op de NK indoor in februari. In haar serie van de 400 m kwam De Witte tot een vijfde tijd in 53,04, maar voor de finale moest zij zich wegens ziekte afmelden. Na die finale, waarin Femke Bol haar eigen wereldrecord van 49,26 uit 2023 met 0,02 seconden scherper stelde, wisten de eerste drie, Bol, Lieke Klaver en Cathelijn Peeters, zich zeker van hun plaats in de basisploeg voor Glasgow. Opnieuw dreigde De Witte daar buiten te vallen. Haar in de serie gelopen tijd van 53,04 kreeg echter de voorkeur boven de 53,51 van Eveline Saalberg in de finale en dus kwam zij bij de WK indoor zowel in de series als in de finale van de 4 × 400 m estafette in actie. Die werden beide gewonnen, de serie samen met Van der Schoot, Saalberg en Bol, de finale samen met Klaver, Peeters en Bol in 3.25,07, een nationaal indoorrecord. Het eerste goud in 2024 voor De Witte was binnen.
Nu was het zaak om zich definitief te kwalificeren voor de EK in Rome en de Spelen in Parijs. Dat diende te gebeuren bij de World Athletics Relays in Nassau, Bahama's, begin mei. Dat leek een formaliteit, want de 4 × 400 meterploeg was immers regerend Europees en wereldkampioen. Het plan was echter om ook een ploeg op de 4 × 400 m gemengde estafette in Parijs aan de start te krijgen. Op dit estafetteonderdeel werden van de beschikbare vrouwen daarom Lieke Klaver en Femke Bol ingezet, wat inhield dat de overige 400 meterspecialistes de definitieve kwalificatie van de 4 × 400 m estafette voor vrouwen voor hun rekening moesten nemen. Daartoe was het zaak om in de series bij de eerste twee te finishen. Dat lukte niet; Eveline Saalberg, Myrte van der Schoot, Lisanne de Witte en Cathelijn Peeters eindigden hun serie als derde in 3.28,10. Er was evenwel nog een herkansingsronde. Daarin moest het Nederlandse team hoe dan ook bij de eerste twee eindigen. Dat lukte wel, want hetzelfde viertal als in de serie kwam nu tot 3.27,45 en won daarmee haar race in deze ronde. Deelname aan zowel de EK als de Olympische Spelen was zekergesteld.

### BNP op 600 m
Een week na de World Athletics Relays was De Witte present bij de Ter Specke Bokaal in Lisse, de traditionele openingswedstrijd van het baanseizoen in Nederland. Ze had daar gekozen voor een zwaar programma, de 600 en 300 m op één middag. Zoals zij reeds in voorgaande jaren had laten zien, wilde zij hiermee haar duurvermogen op de 400 m een boost geven. Aan het begin van het jaar, in januari, had zij indoor al een keer een 800 m gelopen in 2.07,61. Ditmaal kwam zij in Lisse onder gunstige omstandigheden allereerst op de 600 m tot een tijd van 1.27,10, een beste prestatie ooit van een Nederlandse op deze weinig gelopen afstand. Enkele uren later volgde de 300 m, die zij na een felle strijd met enkele concurrentes won in 37,75, waarmee zij slechts 0,18 seconden verwijderd bleef van haar persoonlijk beste tijd. In de weken tussen deze wedstrijd en de in de eerste helft van juni geprogrammeerde EK in Rome liep De Witte vier keer een 400 m, die alle eindigden in de 52 seconden, met de laatste als snelste in 52,17 tijdens de Stockholm Bauhaus Athletics, een Diamond League wedstrijd. Het was weliswaar niet voldoende om zich te kwalificeren voor de individuele 400 m op de EK, maar ruim voldoende om haar plaats in het basisteam op de 4 × 400 m zeker te stellen.

### Overmacht op estafette
Op de EK in Rome betaalde het harde werk dat De Witte in de aanloop naar dit toernooi had gedaan, zich dubbel en dwars uit. Aangezien Bol en Klaver al op de gemengde estafette waren ingezet, Klaver vervolgens op de individuele 400 m brons had veroverd en Bol en Peeters later die dag de finale 400 m horden zouden lopen, moesten de overige 400 meterloopsters de series 4 × 400 m zien te overleven. Dat lukte, zij het na een spannende race, waarin achtereenvolgens Eveline Saalberg, Anne van de Wiel en Myrte van der Schoot de vierde plaats wisten vast te houden. Vervolgens werd Lisanne de Witte na een goede wissel min of meer gelanceerd om de klus te klaren. Die deed dit door na een sterke eindsprint vlak voor de finish de derde plaats te veroveren en het team in 3.25,99 aan de finale te helpen. Een dag later ging tijdens die finale het nationale kwartet in de samenstelling Lieke Klaver, Cathelijn Peeters, Lisanne de Witte en Femke Bol vanaf de start gedurende vrijwel de gehele race aan de leiding. Alleen Peeters moest die even afstaan, maar die had dan ook de Ierse Rhasidat Adeleke, die eerder op de 400 m zilver had veroverd in 49,07, als directe tegenstandster. Lisanne de Witte herstelde vervolgens de orde, waarna Femke Bol nu eens niet na een fenomenale eindsprint, maar ditmaal op de cruise control in 3.22,39 de eindoverwinning veiligstelde. Nederland had nu in- en outdoor zowel beide Europese als wereldtitels te pakken, een voor een Nederlands estafetteteam ongekende overmacht. Alleen de olympische titel ontbrak nog.

### Olympisch zilver en record op estafette in Parijs
Na het succes in Boedapest waren er nog zo’n kleine twee maanden te gaan, voordat de estafetteploeg op de Spelen in Parijs in actie zou komen. De Witte benutte die periode door liefst zeven keer op zes verschillende plaatsen op de 400 m van start te gaan, waarbij zij in vijf ervan binnen de 52 seconden bleef. De snelste race van deze vijf, in 51,44, was die welke ze vier dagen na de EK in Rome in Sollentuna liep, de 'langzaamste' de 400 m tijdens de FBK Games in Hengelo op 7 juli, waar zij onder kille, regenachtige omstandigheden 51,98 voor zich liet optekenen. Een week eerder had zij in hetzelfde stadion haar vijfde nationale outdoortitel op de 400 m veroverd in 51,89. De Witte stond dus op scherp voor de Spelen in Parijs, waar zij uitsluitend op de 4 × 400 m in actie zou komen.
Op de voorlaatste dag van de Spelen stonden de series 4 × 400 m gepland. Femke Bol, Lieke Klaver en Cathelijn Peeters hadden toen al het nodige achter de rug, op de gemengde 4 × 400 m estafette en op hun individuele onderdelen. Bol en Peeters werden daarom gespaard en dus was het aan de overige geselecteerde 400 meterloopsters om in actie te komen, aangevuld met Klaver. Nadat Eveline Saalberg als eerste loopster rond de vijfde plaats had gewisseld met Lieke Klaver, liep deze op haar beurt in 50,27 naar de leiding. Derde loopster Myrte van der Schoot kon die weliswaar niet vasthouden, maar verweerde zich kranig en wist toch na 51,85 als tweede te wisselen met laatste loopster Lisanne de Witte. Die ging achter het Jamaicaanse leidende team een fel gevecht aan met de Ierse Sharlene Mawdsley, dat zij nipt won in de totaaltijd van 3.25,03 tegen 3.25,05 voor Ierland. Voor De Witte werd een splittijd van 50,57 geklokt. De finale was bereikt. Hierin liep Nederland in de sterkst denkbare opstelling een ijzersterke race achter het ontketende team van de Verenigde Staten, waarvan alle vier de atletes onder de 50 seconden bleven, met Sydney McLaughlin-Levrone als allersnelste in 47,70! Dit team won met overmacht in 3.17,27, slechts 0,1 seconde boven het oeroude, uit 1988 stammende wereldrecord van een ploeg uit de Sovjet-Unie. Achter dit geweld streed Nederland in de volgorde Klaver, Peeters, De Witte en Bol met de Britse en Ierse tegenstandsters om de overige medailles. Nadat De Witte na een splittijd van 50,20 als vierde had gewisseld met Bol, moest die andermaal haar inmiddels wereldberoemde eindsprint inzetten om vlak voor de finish eerst de Ierse en vervolgens de Britse loopster te achterhalen en de zilveren medaille veilig te stellen. Voor Nederland eindigde de race in 3.19,50, een nationaal record en voor het eerst onder de 3.20. Hetzelfde gold voor de Britse en Ierse vrouwen, terwijl zelfs het als vijfde geëindigde Franse team in 3.21,41 nog een nationaal record vestigde.

### Absolute hoogtepunt
Voor Lisanne de Witte betekende dit estafettesucces het absolute hoogtepunt van haar lange carrière. Hierbij dient te worden opgemerkt, dat zij op de 4 × 400 m de enige atlete is die op de Olympische Spelen bij alle gelegenheden waarop het Nederlandse viertal aan de start verscheen, in actie is gekomen. Zij is ook de enige die een aandeel heeft gehad in alle zes de nationale outdoorrecords die in de loop der jaren op de 4 × 400 m estafette zijn gevestigd, vanaf het eerste record van 3.29,18 op de EK in Amsterdam in 2016 tot en met het laatste, bijna 10 seconden snellere record van 3.19,50 in Parijs. Een uniek feit. 
Bij terugkomst in Nederland werd De Witte eerst met de andere estafettevrouwen door de koning en koningin ontvangen; ze staat met hen op de bordesfoto. Ook ging zij naar haar oude club AV Trias, waar ze door de clubgenoten werd onthaald. Bij de wekelijkse kaasmarkt in Alkmaar, eind augustus, ging De Witte samen met Maartje Keuning, die olympisch brons had gewonnen met de Nederlandse waterpolo dames en ook afkomstig is uit de gemeente Alkmaar, langs op het stadhuis, waar burgemeester Anja Schouten de dames opwachtte, waarna ze in een koets naar de kaasmarkt werden begeleid. Daar werden De Witte en Keuning gehuldigd.

### Club
Lisanne de Witte is de oudere zus van Laura de Witte, lid van AV Trias in Heiloo en traint sinds begin 2017 onder leiding van Sven Ootjers bij de groep Topsport Trias.

### Trivia
- De Witte is recordhouder voor dames op de 249 treden tellende trap die leidt tot het hoogste punt van de Schoorlse Duinen, de Catrijper Nok. Ze voltooide de trap, die gelijk staat aan het beklimmen van 13 verdiepingen, in 20,20 seconden.[12]
- De Witte is sinds oktober 2022 lid van de Athletes' Commission van World Athletics.

## Kampioenschappen

### Internationale kampioenschappen
| Onderdeel | Titel                    | Jaar       |
| --------- | ------------------------ | ---------- |
| 4 x 400 m | Wereldkampioene          | 2023       |
| 4 x 400 m | Wereld indoorkampioene   | 2024       |
| 4 x 400 m | Europees kampioene       | 2022, 2024 |
| 4 x 400 m | Europees indoorkampioene | 2021       |

### Nederlandse kampioenschappen
Outdoor
| Onderdeel | Jaar                         |
| --------- | ---------------------------- |
| 400 m     | 2016, 2017, 2019, 2021, 2024 |
| 800 m     | 2015                         |

Indoor
| Onderdeel | Jaar       |
| --------- | ---------- |
| 200 m     | 2019, 2020 |
| 400 m     | 2016       |

## Persoonlijke records
Outdoor
| Onderdeel | Prestatie       | Datum            | Plaats  |
| --------- | --------------- | ---------------- | ------- |
| 300 m     | 37,75 s         | 11 mei 2024      | Lisse   |
| 400 m     | 50,77 s (ex-NR) | 11 augustus 2018 | Berlijn |
| 600 m     | 1.27,10 (BNP)   | 11 mei 2024      | Lisse   |
| 800 m     | 2.05,39         | 24 augustus 2013 | Merksem |

Indoor
| Onderdeel | Prestatie | Datum            | Plaats    |
| --------- | --------- | ---------------- | --------- |
| 60 m      | 7,96 s    | 25 januari 2014  | Apeldoorn |
| 200 m     | 23,67 s   | 17 februari 2019 | Apeldoorn |
| 400 m     | 51,90 s   | 8 februari 2020  | Toruń     |
| 500 m     | 1.09,87   | 4 februari 2023  | Boston    |
| 800 m     | 2.08,90   | 25 januari 2025  | Apeldoorn |

## Prestatieontwikkeling
| Jaar | 100 m | 200 m    | 400 m    | 800 m      |
| ---- | ----- | -------- | -------- | ---------- |
| 2009 | 12,84 | 25,66    | 56,16    | -          |
| 2010 | 12,81 | 25,53    | 55,96    | 2.16,80    |
| 2011 | -     | 25,03    | 54,59    | -          |
| 2012 | 12,32 | 24,72    | 53,92    | 2.12,69    |
| 2013 | 12,32 | 24,59    | 52,92    | 2.05,39    |
| 2014 | -     | -        | 52,61(i) | -          |
| 2015 | -     | -        | 52,53    | 2.05,89    |
| 2016 | -     | -        | 52,14    | -          |
| 2017 | -     | -        | 51,71    | -          |
| 2018 | -     | 24,35    | 50,77    | -          |
| 2019 | -     | 23,67(i) | 51,30    | -          |
| 2020 | -     | 23,86(i) | 51,90(i) | -          |
| 2021 | -     | -        | 51,68    | 2.09,85    |
| 2022 | -     | -        | 52,65(i) | -          |
| 2023 | 12,35 | 24,76    | 52,23    | 2.15,36    |
| 2024 | -     | -        | 51,44    | 2.07,61(i) |
| 2025 | -     | -        | 51,99    | 2.08,90(i) |

## Palmares

### 200 m
- 2019:  NK indoor - 23,67 s
- 2020:  NK indoor – 23,86 s

### 300 m
- 2012:  Ter Specke Bokaal - 39,81 s
- 2013:  Ter Specke Bokaal - 38,96 s
- 2024:  Ter Specke Bokaal - 37,75 s

### 400 m
- 2009: 4e NK - 57,52 s
- 2010: 5e NK - 56,10 s
- 2011: 5e NK indoor - 57,40 s
- 2011:  NK - 54,59 s
- 2012:  NK indoor - 54,73 s
- 2012:  Gouden Spike - 55,69
- 2012:  NK - 54,33 s
- 2013: 5e NK indoor - 56,05 s
- 2013:  Flynth Recordwedstr. te Hoorn - 54,57 s
- 2013:  Gouden Spike - 54,63 s
- 2013: 8e EK U23 te Tampere - 53,97 s (in serie 52,93 s)
- 2013:  NK - 52,92 s
- 2014:  NK indoor - 52,62 s
- 2014: DQ WK indoor (in serie 52,61 s)
- 2015: 6e FBK Games - 53,28 s
- 2015:  Gouden Spike - 53,50 s
- 2015:  NK - 52,75 s
- 2015:  Flame Games Amsterdam - 53,09 s
- 2016:  NK indoor – 52,61 s
- 2016: 5e in ½ fin. WK indoor - 53,35 s (in serie 53,19 s)
- 2016:  Flynth Recordwedstr. - 52,54 s
- 2016: 4e FBK Games - 52,69 s
- 2016:  Gouden Spike - 52,71 s
- 2016:  NK – 53,12 s
- 2016: 3e in ½ fin. EK - 52,37 s
- 2017:  NK indoor - 52,95 s
- 2017: 6e in ½ fin. EK indoor - 54,81 s (in serie 53,61 s)
- 2017:  FBK Games - 51,93 s
- 2017:  NK - 52,12 s
- 2017:  EK landenteams te Rijsel - 51,71 s
- 2017: 5e in serie WK - 52,48 s
- 2018: 6e FBK Games - 51,84 s
- 2018:  NK - 52,22 s
- 2018: 2e in serie wedstrijd in La Chaux-de-Fonds - 50,96 s (NR)[13]
- 2018:  EK - 50,77 s (NR)
- 2019:  EK indoor - 52,34 s
- 2019:  NK - 52,29 s
- 2019: 5e in ½ fin. WK - 51,41 s (in serie 51,31 s)
- 2021: 4e in ½ fin. EK indoor - 53,10 s (in serie 52,82 s)
- 2021: 6e FBK Games - 52,59 s
- 2021:  NK - 52,08 s
- 2021: 8e in ½ fin. OS - 52,09 s (in serie 51,68 s)
- 2022:  NK indoor  - 52,65 s
- 2022: DNS in fin. NK (in ½ fin. 53,85 s)
- 2023: 4e NK indoor  - 53,20 s (in serie 52,61 s)
- 2023: 4e in serie EK indoor - 53,61 s
- 2023: 6e FBK Games - 53,10 s
- 2023:  NK - 52,62 s
- 2024: DNS in fin. NK indoor (in serie 53,04 s)
- 2025:  NK - 51,99 s

Diamond League-resultaten
- 2015: 8e Memorial Van Damme - 52,53 s
- 2016: 6e British Grand Prix - 52,14 s
- 2019: 6e Shanghai Golden Grand Prix - 51,80 s
- 2019: 7e Golden Gala - 52,17 s
- 2019: 6e Meeting International Mohammed VI d'Athlétisme de Rabat - 51,53 s
- 2019: 5e Meeting de Paris - 51,83 s
- 2019:  Weltklasse Zürich - 51,30 s
- 2021: 7e Müller Grand Prix Gateshead - 53,42 s
- 2021: 8e Müller Anniversary Games – 52,67 s
- 2023: 4e Weltklasse Zürich - 52,23 s
- 2024: 4e Stockholm Bauhaus Athletics - 52,17 s

### 600 m
- 2024:  Ter Specke Bokaal - 1.27,10 (BNP)
- 2025:  Ter Specke Bokaal - 1.30,05

### 800 m
- 2015:  NK - 2.05,89
- 2021: 4e Ter Specke Bokaal - 2.09,85

Diamond League-resultaten
- 2025: DNF Kamila Skolimowska Memorial

### 4 x 400 m
- 2011: 4e EK U20 in Tallinn - 3.37,44 (NJR)
- 2016: 7e EK - 3.29,23 (in serie 3.29,18 = NR)
- 2016: 6e in serie OS - 3.26,98 (NR)
- 2017: 6e EK landenteams - 3.31,79
- 2017: DQ in kwal. WK
- 2019:  B-fin. World Athletics Relays - 3.29,03
- 2019: 7e WK - 3.27,89 (in serie 3.27,40)
- 2021:  EK indoor - 3.27,15 (NR)
- 2021: 4e World Athletics Relays - 3.30,12
- 2021: 6e OS - 3.23,74 (NR)
- 2022:  WK indoor – 3.28,57
- 2022:  EK – 3.20,87 (NR)
- 2023:  WK – 3.20,72 s[14]
- 2024:  WK indoor – 3.25,07 (NR)
- 2024:  herk. ronde World Athletics Relays - 3.27,45
- 2024:  EK - 3.22,39
- 2024:  OS - 3.19,50 (NR)

### 4 x 400 m gemengd
- 2021: 4e OS - 3.10,36 (NR)[15]

## Onderscheidingen
- Sportploeg van het jaar (4 × 400 m) - 2022, 2023

1 Madiea Ghafoor ·
2 Lisanne de Witte ·
3 Laura de Witte ·
4 Nicky van Leuveren ·
Eva Hovenkamp (reserve)